# Scooby-Doo és a múmia átka
A Scooby-Doo és a múmia átka (eredeti cím: Scooby-Doo! in Where's My Mummy?) 2005-ben bemutatott amerikai televíziós rajzfilm, amelynek a rendezője Joe Sichta, a producerei Margaret M. Dean és Joe Sichta, az írói Joseph Barbera, George Doty IV, William Hanna, Ed Scharlach, Joe Sichta, Catherine Trillo és Thommy Wojciechowski, a zeneszerzője Thomas Chase Jones. A film a Warner Bros. Animation gyártásában készült, a Warner Home Video és a Kidtoon Films forgalmazásában jelent meg. Műfaját tekintve filmvígjáték.
Amerikában 2005. december 13-án mutatták be DVD-n, Magyarországon pedig 2006. február 14-én jelent meg, szintén DVD-n.

## Cselekmény
A történet szerint Vilma Egyiptomba utazik a restaurált Szfinx avatási ünnepségére, ahova a teljes Rejtély Rt. is vele tart. Az ünnepség mellett a csapat elindul felfedezni Kleopátra rejtett sírját is, amit állítólag egy ősi átok véd a betolakodóktól. A kriptában elátkozott élőholtak seregére bukkannak, akik elől igyekeznek elmenekülni.

## Szereplők
| Szereplő           | Eredeti hang       | Magyar hang    |
| ------------------ | ------------------ | -------------- |
| Scooby-Doo         | Frank Welker       | Melis Gábor    |
| Fred               | Frank Welker       | Bódy Gergely   |
| Bozont             | Casey Kasem        | Fekete Zoltán  |
| Diána              | Grey DeLisle       | Hámori Eszter  |
| Natasha            | Grey DeLisle       | Németh Kriszta |
| Vilma              | Mindy Cohn         | Madarász Éva   |
| Amelia von Butch   | Christine Baranski | Nyírő Bea      |
| Hotep              | Ron Perlman        | Forgács Gábor  |
| Omar herceg        | Ajay Naidu         | Barát Attila   |
| Rockszikla         | Jeremy Piven       | Juhász Zoltán  |
| Campbell           | Wynton Marsalis    | Posta Victor   |
| Amahl Ali Akbar    | Ódéd Fehr          | Jakab Csaba    |
| Kleopátra          | Virginia Madsen    | Agócs Judit    |
| Kleopátra szelleme | Virginia Madsen    | Agócs Judit    |